# Бакинский международный фестиваль Мстислава Ростроповича
Международный фестиваль Мстислава Ростроповича (азерб. Mstislav Rostropoviç adına Beynəlxalq musiqi festivalı) — проводящийся с 2007 года, в декабре в Баку музыкальный фестиваль, посвященный великому бакинцу Мстиславу Ростроповичу.
Основой для этого события послужил организованный Ростроповичем в 2006 году в Баку фестиваль, посвященный 100-летию со дня рождения Дмитрия Шостаковича.
В качестве организаторов фестиваля выступают Министерство культуры и туризма Азербайджана, фонд Мстислава Ростроповича, и фонд Гейдара Алиева. Ежегодно для участия в фестивале в Баку прибывает большое количество известных музыкантов и исполнителей. Также, зрители могут насладиться выступлением стипендиатов фонда Мстислава Ростроповича. 
Концерты, проводимые в рамках фестиваля, проходят на лучших сценах города.
I Бакинский международный фестиваль Мстислава Ростроповича был проведён с 14 по 19 декабря 2007 года в здании Азербайджанской государственной филармонии. В нём участвовали Азербайджанский государственный симфонический оркестр под управлением Рауфа Абдуллаева, дирижёр Кристиана Бадеа, пианист Александр Корсантия, виолончелистка Наталия Гутман, пианист Михаил Лидский, камерный оркестр «Солисты Москвы» под управлением Юрия Башмета, Азербайджанский государственный молодежный симфонический оркестр под управлением Теймура Геокчаева, скрипач и дирижер Максим Венгеров, скрипач Сергей Крылов и другие. В рамках фестиваля был показан двухчасовой документальный фильм Александра Сокурова «Элегия жизни. Ростропович. Вишневская» и организована фотовыставка, посвящённая жизни и творчеству Ростроповича. Фотографии позже были переданы дому-музею Ростроповичей в Баку.
На II фестивале Ростроповича 9—14 декабря 2008 года приняли участие оркестр «Солисты Москвы» под управлением Юрия Башмета, Миланский симфонический оркестр, Азербайджанский государственный симфонический оркестр, дирижёры и солисты Юджин Кон, Рэй Чен, Максим Венгеров, Хавьер Филипс и другие.
III Международный фестиваль Ростроповича был проведён с 8 по 14 декабря 2009 году при участии Английского камерного оркестра и Симфонического оркестра «Новая Россия» под управлением Юрия Башмета, а также Пинхаса Цукермана, Максима Венгерова, Аманды Форсайт, Давида Герингаса, Филиппа Копачевского, Мурада Адыгёзалзаде, Самира Джафарова, Эльчина Азизова, Кристиана Бадеа, Рауфа Абдуллаева и Пола Уоткинса.
Гостями IV Международного фестиваля Мстислава Ростроповича, который состоялся с 12 по 19 декабря 2010 года, стали камерный оркестр «Солисты Москвы» под управлением Юрия Башмета, Израильский филармонический оркестр под управлением Зубина Меты, а также Элисо Вирсаладзе, Наталия Гутман, Максим Венгеров, Рудольф Бухбиндер. Специальным гостем фестиваля стал актёр Жерар Депардье, прочитавший на французском языке отрывки из произведения Проспера Мериме «Кармен», после чего зрителям была представлена одноименная опера в исполнении солистов Центра оперного пения Галины Вишневской.
4—10 декабря 2011 года в Баку прошёл V Международный международный фестиваль Мстислава Ростроповича, в котором приняли участие музыканты и коллективы из России, Франции, Австрии, Нидерландов Виктор Третьяков, Игнат Солженицын, Жан Ив Тибоде, Георг Нигль, оркестр Фламандской оперы под управлением Дмитрия Юровского, Симфонический оркестр Нижегородской филармонии, носящей имя Мстислава Ростроповича, под управлением Александра Скульского, Азербайджанский государственный симфонический оркестр под управлением Рауфа Абдуллаева, Оркестр Парижа под управлением Лоуренса Фостера и ряд молодых исполнителей.
На VI Бакинском фестивале Мстислава Ростроповича, прошедшем с 4 по 9 декабря 2012 года, выступили теноры Марко Берти, Пьеро Джулиаччи и Бадри Майсурадзе, а также Английский камерный оркестр, Литовский камерный оркестр, симфонический оркестр фестиваля «Флорентийский музыкальный май» под управлением Зубина Меты, Азербайджанский государственный симфонический оркестр и Азербайджанский государственный молодежный симфонический оркестр, идея создания которого принадлежала Мстиславу Ростроповичу.
В 2014 году участниками VII фестиваля, который проходил с 12 по 18 мая, стали Санкт-Петербургский государственный академический симфонический оркестр, Симфонический оркестр Монте-Карло, солисты Центра оперного пения Галины Вишневской, дирижёры Юрий Темирканов, Гинтарас Ринкявичус, пианисты Борис Березовский и Денис Кожухин, скрипачи Лоран Корсья и Сергей Догадин и другие.
VIII фестиваль, прошедший с 17 по 24 мая 2015 года, объединил Молодежный оркестр Луиджи Керубини под управлением Риккардо Мути, солистов Центра оперного пения Галины Вишневской, квартет Игоря Бутмана, виолончелиста Арсения Чубачина, а также Азербайджанский государственный симфонический оркестр и Азербайджанскую государственную хоровую капеллу. В рамках фестиваля в исполнении солистов Азербайджанского государственного академического театра оперы и балета и Центра оперного пения Вишневской была показана опера «Паяцы».
В 2016 году фестиваль не проводился из-за острого финансового кризиса в Азербайджане.
Проведённый 23—27 апреля 2017 года в Баку IX Международный фестиваль Мстислава Ростроповича был посвещён 90-летнему юбилею виолончелиста. В рамках фестиваля выступили музыканты, дирижёры и коллективы России, Австрии, Германии, среди которых — Санкт-Петербургский академический симфонический оркестр под руководством Юрия Темирканова, оркестр Саксонская государственная капелла, камерный оркестр «Вена — Берлин», Даниэль Мюллер-Шотт, Райнер Хонек, Омер Меир Веллбер, Кит Армстронг, Вадим Руденко, Сергей Догадин и другие.
Х фестиваль Мстислава Ростроповича был проведён в Баку 22—27 апреля 2019 года. В нём приняли участие музыканты и коллективы из Азербайджана, России, Германии, Швейцарии и Испании, в том числе Лозаннский камерный оркестр, Театр балета Бориса Эйфмана и оркестр MünchenKlang.